# Catherine O’Hara
Catherine Anne O'Hara OC (Toronto, Ontario, 1954. március 4. –) Golden Globe- és kétszeres Emmy-díjas kanadai-amerikai színésznő, forgatókönyvíró és humorista.
Színészként először 1974-ben, a torontói The Second City nevű improvizációs humortársulatban tűnt fel. Első fontosabb televíziós szerepét 1975-ben kapta meg, John Candy és Dan Aykroyd oldalán játszott főszerepet a kanadai Coming Up Rosie (1975–1978) című szituációs komédiában. A következő évben Candyvel közösen a Second City Television (1976–1984) című, szkeccseket bemutató komikus sorozatban kezdett el dolgozni. Itt humorista színésznőként és íróként is kritikai sikert aratott, 1981-ben színésztársaival együtt neki ítélték oda a legjobb varieté-forgatókönyvnek járó Primetime Emmy-díjat.
A nézőközönség számára O'Hara leginkább Kate McCallisterként, a főszereplő Kevin édesanyjaként lehet ismerős a Reszkessetek, betörők! (1990) és a Reszkessetek, betörők! 2. – Elveszve New Yorkban (1992) című családi filmekből.
O'Hara Tim Burton több filmjében szerepelt, elsőként az 1988-as Beetlejuice – Kísértethistóriában. A Karácsonyi lidércnyomás (1993) és a Frankenweenie – Ebcsont beforr (2012) című Burton-rendezésekben a színésznő a hangját kölcsönözte. Christopher Guest író-rendezővel is többször együtt dolgozott, a Guffmanre várva (1996), a Nem kutya (2000), az Egy húron (2003) és az Oscar – vágy (2006) című áldokumentumfilmekben.
2010-ben a Temple Grandin című életrajzi filmben nyújtott alakítását Primetime Emmy-díjra jelölték legjobb női mellékszereplő (televíziós minisorozat vagy tévéfilm) kategóriában. A  Schitt's Creek (2015–) című sorozattal két Canadian Screen Awards díjat szerzett, mely Kanada legnevesebb filmes díjának számít.
Egyéb, fontosabb televíziós szerepei közé tartozik Carol Ward a Sírhant művekben (2003–2005) és Dr. Georgina Orwell a Netflix A Series of Unfortunate Events (2017–) című sorozatában. Szinkronhangja számos animációs filmben és sorozatban hallható, továbbá két alkalommal (1991, 1992) házigazdaként működött közre a Saturday Night Live epizódjaiban.

## Fiatalkora és tanulmányai
Torontóban született, ír katolikus családban, hét gyermek közül a hatodikként. Az Ontario-beli  Burnhamthorpe Collegiate Institute intézményben tanult, itt ismerte meg későbbi munkatársát és barátját, Robin Duke humoristát (aki később segítette O’Hara karrierjének beindulását az SCTV-nél).

## Színészi pályafutása

### A kezdetek:SCTV
Érettségi után, az 1970-es években csatlakozott a Toronto’s Second City elnevezésű humortársulathoz – először pincérnőként, majd Gilda Radner helyettesítőjeként, végül stábtagként. 1977-ben a társulat saját tévéműsorba fogott, Second City Television (SCTV) címmel, mellyel O’Hara is ismertté vált. 1981-ben otthagyta a műsort, hogy a Saturday Night Live-ban dolgozzon, de hamar visszatért eredeti munkájához.
Az SCTV-nél egészen 1984-ig tevékenykedett, színészet mellett forgatókönyvíróként is. Ezalatt írótársaival együtt többször Primetime Emmy-díjra jelölték legjobb forgatókönyv (varietésorozat) kategóriában, ebből egy alkalommal meg is nyerték a díjat.

### Filmes szereplései
1980-ban debütált a filmvásznon a Double Negative című filmben, SCTV-s színésztársai, John Candy, Eugene Levy és Joe Flaherty oldalán. Az 1980-as és 1990-es évek folyamán főként mellékszereplő színésznőként kapott filmes munkákat. Játszott Martin Scorsese Lidérces órák (1985) című vígjátékában, valamint Meryl Streep mellett a Féltékenység (1986) című vígjáték-drámában. Emlékezetesebb alakítása volt az 1988-ban bemutatott Beetlejuice – Kísértethistória című Tim Burton-filmben, illetve a főszereplő Macaulay Culkin édesanyjaként a Reszkessetek, betörők! (1990) és a Reszkessetek, betörők! 2. – Elveszve New Yorkban (1992) című családi filmekben. 1992-ben Jeff Daniels partnereként szerepelt a Ha kikaparod, megkapod című vígjátékban.
Christopher Guest négy áldokumentum-filmjében tűnt fel: Guffmanre várva (1996), Nem kutya (2000), Egy húron (2003) és Oscar – vágy (2006), melyekkel további filmes díjakat és jelöléseket szerzett. O’Hara szinkronszínészként is aktív, hangját kölcsönözte a Karácsonyi lidércnyomás (1993), a Csodacsibe (2005), a Túl a sövényen (2006), a Rém rom (2006), a Mackótestvér 2. (2006) és a Frankenweenie – Ebcsont beforr (2012) című animációs filmekben.

## Magánélete
1983-ban O’Hara így nyilatkozott a Rolling Stone-nak: „Szívem mélyén meglehetősen jó katolikus nő vagyok”. A Beetlejuice – Kísértethistória forgatásán ismerkedett meg Bo Welch tervezővel. 1992-ben házasodtak össze, és két fiuk van, Matthew (sz.: 1994) és Luke (sz.: 1997). Nővére Mary Margaret O’Hara énekes-dalszerző; Catherine maga is énekes-dalszerző, aki dalokat írt és adott elő Christopher Guest Egy húron című filmjében. Kettős amerikai és kanadai állampolgársággal rendelkezik.
O’Harát 2021-re Brentwood tiszteletbeli polgármesterévé nevezték ki. Situs inversusban szenved.

## Filmográfia

### Filmek
| Év   | Magyar cím                                       | Eredeti cím                                     | Szerep                                                    | Magyar hang        |
| ---- | ------------------------------------------------ | ----------------------------------------------- | --------------------------------------------------------- | ------------------ |
| 1980 |                                                  | Deadly Companion (Double Negative)              | Audrey                                                    |                    |
| 1980 | A fókalovag                                      | Nothing Personal                                | Judith                                                    |                    |
| 1983 |                                                  | Rock & Rule                                     | Edith néni (hangja)                                       |                    |
| 1985 | Lidérces órák                                    | After Hours                                     | Gail                                                      | Básti Juli         |
| 1986 | Féltékenység                                     | Heartburn                                       | Betty                                                     | Borbás Gabi        |
| 1988 | Beetlejuice – Kísértethistória                   | Beetlejuice                                     | Delia Deetz                                               | Radó Denise        |
| 1990 | Dick Tracy                                       | Dick Tracy                                      | Texie Garcia                                              | nem szólal meg     |
| 1990 | Savanyú a szülő                                  | Betsy's Wedding                                 | Gloria Henner                                             | Menszátor Magdolna |
| 1990 | Reszkessetek, betörők!                           | Home Alone                                      | Kate McCallister                                          | Bánsági Ildikó     |
| 1990 |                                                  | Little Vegas                                    | Lexie                                                     |                    |
| 1992 | Ha kikaparod, megkapod                           | There Goes the Neighborhood                     | Jessica Lodge                                             | Vándor Éva         |
| 1992 | Reszkessetek, betörők! 2. – Elveszve New Yorkban | Home Alone 2: Lost in New York                  | Kate McCallister                                          | Andresz Kati       |
| 1993 | Karácsonyi lidércnyomás                          | The Nightmare Before Christmas                  | Sally / Shock (hangja)                                    |                    |
| 1994 | Lapzárta                                         | The Paper                                       | Susan                                                     | Jani Ildikó        |
| 1994 | Wyatt Earp                                       | Wyatt Earp                                      | Allie Earp                                                | Kocsis Mariann     |
| 1994 | A sors kegyeltje                                 | A Simple Twist of Fate                          | April Simon                                               | Bajza Viktória     |
| 1995 | Mesebeli vadnyugat                               | Tall Tale                                       | Calamity Jane                                             | Kiss Erika         |
| 1996 | Guffmanre várva                                  | Waiting for Guffman                             | Sheila Albertson                                          |                    |
| 1996 | Az utolsó nagy király                            | The Last of the High Kings                      | Cathleen                                                  |                    |
| 1997 | Harisnyás Pippi – A Villekulla-villa             | Pippi Longstocking                              | Mrs. Prysselius (hangja)                                  |                    |
| 1998 | Ennivaló a csaj                                  | Home Fries                                      | Beatrice Lever                                            | Borbás Gabi        |
| 1999 |                                                  | The Life Before This                            | Sheena                                                    |                    |
| 1999 | Bartek, a varázslatos                            | Bartok the Magnificent                          | Ludmilla (hangja)                                         | Csere Ágnes        |
| 2000 | Nem kutya                                        | Best in Show                                    | Cookie Fleck                                              |                    |
| 2001 | Ami a szexet illeti                              | Speaking of Sex                                 | Connie Barker                                             | Vándor Éva         |
| 2002 | Narancsvidék                                     | Orange County                                   | Cindy Beugler                                             | Kovács Nóra        |
| 2002 | Narancsvidék                                     | Orange County                                   | Cindy Beugler                                             | Borbás Gabi        |
| 2003 | Egy húron                                        | A Mighty Wind                                   | Mickey Crabbe                                             |                    |
| 2004 | Túlélni a karácsonyt                             | Surviving Christmas                             | Christine Valco                                           | Bencze Ilona       |
| 2004 | Túlélni a karácsonyt                             | Surviving Christmas                             | Christine Valco                                           | Zsurzs Kati        |
| 2004 | Lemony Snicket: A balszerencse áradása           | Lemony Snicket's A Series of Unfortunate Events | Strauss bírónő                                            | Málnai Zsuzsa      |
| 2005 | 6-os játszma                                     | Game 6                                          | Lillian Rogan                                             |                    |
| 2005 | Csodacsibe                                       | Chicken Little                                  | Tina (hangja)                                             | Orosz Helga        |
| 2006 | Túl a sövényen                                   | Over the Hedge                                  | Penny (hangja)                                            | Zakariás Éva       |
| 2006 | Rém rom                                          | Monster House                                   | Mrs. Walters (hangja)                                     | Kovács Nóra        |
| 2006 | Mackótestvér 2.                                  | Brother Bear 2                                  | Kata (hangja)                                             | Kocsis Mariann     |
| 2006 | Édes kis malackám                                | Penelope                                        | Jessica Wilhern                                           | Borbás Gabi        |
| 2006 | Oscar – vágy                                     | For Your Consideration                          | Marilyn Heck                                              | Andresz Kati       |
| 2006 | Barbie és a 12 táncoló hercegnő                  | Barbie in the 12 Dancing Princesses             | Rowena (hangja)                                           | Kovács Nóra        |
| 2009 | Továbbállók                                      | Away We Go                                      | Gloria Farlander                                          | Menszátor Magdolna |
| 2009 | Ahol a vadak várnak                              | Where the Wild Things Are                       | Judith (hangja)                                           | Bognár Gyöngyvér   |
| 2010 | Bérgyilkosék                                     | Killers                                         | Mrs. Kornfeldt                                            | Borbás Gabi        |
| 2011 | A párizsi mumus                                  | A Monster in Paris                              | Madame Carlotta (angol hangja)                            |                    |
| 2012 | Frankenweenie – Ebcsont beforr                   | Frankenweenie                                   | Susan Frankenstein / Macskás lány / Tornatanárnő (hangja) | Kocsis Mariann     |
| 2012 | Frankenweenie – Ebcsont beforr                   | Frankenweenie                                   | Susan Frankenstein / Macskás lány / Tornatanárnő (hangja) | Lamboni Anna       |
| 2012 | Frankenweenie – Ebcsont beforr                   | Frankenweenie                                   | Susan Frankenstein / Macskás lány / Tornatanárnő (hangja) | Nádasi Veronika    |
| 2013 | Elvált Szülők Felnőtt Gyermekei                  | A.C.O.D.                                        | Melissa                                                   | Andresz Kati       |
| 2013 |                                                  | The Right Kind of Wrong                         | Tess                                                      |                    |
| 2014 | Amikor Marnie ott volt                           | When Marnie Was There                           | idős hölgy (angol hangja)                                 |                    |
| 2019 | Addams Family – A galád család                   | Addams Family                                   | Frump nagymama (hangja)                                   | Kocsis Mariann     |
| 2020 |                                                  | Canada Far and Wide                             | önmaga (hangja)                                           |                    |
| 2021 | Flamik                                           | Extinct                                         | Alma (hangja)                                             | Kocsis Mariann     |
| 2021 |                                                  | Back Home Again                                 | Bagoly (hangja)                                           |                    |
| 2023 | Elemi                                            | Elemental                                       | Csermely (hangja)                                         | Kovács Nóra        |
| 2023 | A fájdalom ügynökei                              | Pain Hustlers                                   | Jackie Drake                                              | Borbás Gabi        |
| 2024 | Argylle: A szuperkém                             | Argylle                                         | Ruth                                                      | Básti Juli         |
| 2024 | Beetlejuice Beetlejuice                          | Beetlejuice Beetlejuice                         | Delia Deetz                                               | Vándor Éva         |
| 2024 | A vad robot                                      | The Wild Robot                                  | Rózsafarok (hangja)                                       | Nagy-Kálózy Eszter |

### Televízió

#### Tévéfilm
| Év   | Magyar cím     | Eredeti cím                                              | Szerep           | Megjegyzések                                     |
| ---- | -------------- | -------------------------------------------------------- | ---------------- | ------------------------------------------------ |
| 1985 |                | The Last Polka                                           | Lemon Twin       | HBO tévéfilm                                     |
| 1986 |                | Dave Thomas: The Incredible Time Travels of Henry Osgood | Marie Antoinette |                                                  |
| 1987 |                | Really Weird Tales                                       | Theresa Sharpe   | forgatókönyvíró                                  |
| 1997 |                | Hope                                                     | Muriel Macswain  |                                                  |
| 1999 |                | Late Last Night                                          | Shrink           |                                                  |
| 2004 | Gyapjúsapka    | The Wool Cap                                             | Gloria           | TNT tévéfilm                                     |
| 2008 |                | Good Behavior                                            | Jackie West      | ABC tévéfilm                                     |
| 2010 | Temple Grandin | Temple Grandin                                           | Ann nagynéni     | - HBO tévéfilm - magyar hangja: - Kocsis Mariann |
| 2013 |                | To My Future Assistant                                   | Magda            |                                                  |

#### Sorozat
| Év        | Magyar cím                            | Eredeti cím                                       | Szerep                     | Megjegyzések                                        |
| --------- | ------------------------------------- | ------------------------------------------------- | -------------------------- | --------------------------------------------------- |
| 1975      |                                       | Wayne and Shuster                                 | több szereplő              | 1 epizód                                            |
| 1975–1977 |                                       | Coming Up Rosie                                   | Marna Wallbacker           |                                                     |
| 1976–1984 |                                       | Second City Television                            | több szereplő              | - fő- és vendégszereplő - forgatókönyvíró           |
| 1978      |                                       | Witch's Night Out                                 | Malicious (hangja)         | CBC/NBC különkiadás                                 |
| 1979      |                                       | Please Don't Eat The Planet                       | Ma Spademinder (hangja)    | rövidfilm                                           |
| 1980      |                                       | Easter Fever                                      | Scarlett O'Hare            | CBC különkiadás                                     |
| 1980      |                                       | From Cleveland                                    | több szereplő              | - próbaepizód (nem került adásba) - forgatókönyvíró |
| 1981      |                                       | The Steve Allen Comedy Hour                       | több szereplő              | 1 epizód                                            |
| 1984      |                                       | The New Show                                      | több szereplő              | 4 epizód                                            |
| 1987      |                                       | Trying Times                                      | Rebecca                    | 1 epizód                                            |
| 1988      |                                       | The Completely Mental Misadventures of Ed Grimley | Miss Malone (hangja)       | főszereplő (13 epizód)                              |
| 1988–1992 | Saturday Night Live                   | Saturday Night Live                               | önmaga (cameo) / házigazda | 3 epizód                                            |
| 1989      |                                       | I, Martin Short, Goes Hollywood                   | Nancy Mae                  | HBO különkiadás                                     |
| 1989      |                                       | Andrea Martin... Together Again                   | több szereplő              | különkiadás (forgatókönyvíró)                       |
| 1990      |                                       | Dream On                                          | Irma                       | szereplő és rendező (2 epizód)                      |
| 1991      |                                       | Morton & Hayes                                    | Amelia von Astor           | 1 epizód                                            |
| 1992      |                                       | The Larry Sanders Show                            | önmaga                     | 1 epizód                                            |
| 1993      |                                       | The Hidden Room                                   | Laurel Brody               | 1 epizód                                            |
| 1994      | Mesék a kriptából                     | Tales from the Crypt                              | Geraldine Ferrett          | 1 epizód                                            |
| 1997      | Végtelen határok                      | The Outer Limits                                  | Becka Paulson              | szereplő és rendező (2 epizód)                      |
| 1999      |                                       | Oh Baby                                           | Roberta Hunter             | 1 epizód                                            |
| 2000      |                                       | MADtv                                             | nő egy vakrandin           | 1 epizód                                            |
| 2001      |                                       | Committed                                         | Liz Larsen                 | főszereplő (1. évad)                                |
| 2002      |                                       | Bram & Alice                                      | Ms. O'Connor               | 1 epizód                                            |
| 2003      |                                       | Odd Job Jack                                      | Claudia Johnson            | 1 epizód                                            |
| 2003–2005 | Sírhant művek                         | Six Feet Under                                    | Carol Ward                 | 4 epizód                                            |
| 2009      | Félig üres                            | Curb Your Enthusiasm                              | Bam Bam                    | 1 epizód                                            |
| 2009–2011 |                                       | Glenn Martin, DDS                                 | Jackie Martin (hangja)     | főszereplő (39 epizód)                              |
| 2012      |                                       | Leslie                                            | Leslie                     | websorozat (2 epizód)                               |
| 2012      | A stúdió                              | 30 Rock                                           | Pearline                   | 1 epizód                                            |
| 2013      |                                       | The Greatest Event in Television History          | Muriel Rush                | 1 epizód                                            |
| 2015      |                                       | What Lives Inside                                 | Sarah Delaney              | minisorozat (4 epizód)                              |
| 2015      | Modern család                         | Modern Family                                     | Dr. Debra Radcliffe        | 1 epizód                                            |
| 2015–2020 |                                       | Schitt's Creek                                    | Moira Rose                 | főszereplő                                          |
| 2016      | Csőrös Harvey                         | Harvey Beaks                                      | Miley (hangja)             | 1 epizód                                            |
| 2016      | Szófia hercegnő                       | Sofia the First                                   | Morgana (hangja)           | 1 epizód                                            |
| 2016      | Skylander Akadémia                    | Skylanders Academy                                | Kaossandra (hangja)        | 12 epizód                                           |
| 2017–2018 |                                       | A Series of Unfortunate Events                    | Dr. Georgina Orwell        | 4 epizód                                            |
| 2018      | A varázslatos iskolabusz újra száguld | The Magic School Bus Rides Again                  | Tennelli nagynéni (hangja) | 2 epizód                                            |
| 2019–2020 | Az utolsó srácok a Földön             | The Last Kids on Earth                            | Skaelka (hangja)           | 6 epizód                                            |
| 2020      |                                       | Who Wants To Be A Millionaire?                    | önmaga                     | 2 epizód                                            |
| 2022      |                                       | Central Park                                      | Gwendolyn Swish (hangja)   |                                                     |
| 2022      |                                       | The Kids in the Hall                              | Charlene                   | 1 epizód                                            |
| 2025      | The Last of Us                        | The Last of Us                                    | Gail                       | 2. évad magyar hangja Kovács Nóra                   |

## Fontosabb díjak és jelölések
| Díj                     | Kategória                                                         | Év   | Jelölt mű                                       | Eredmény |
| ----------------------- | ----------------------------------------------------------------- | ---- | ----------------------------------------------- | -------- |
| Primetime Emmy-díj      | Legjobb forgatókönyv (varietésorozat)                             | 1982 | Second City Television (többi íróval megosztva) | Jelölve  |
| Primetime Emmy-díj      | Legjobb forgatókönyv (varietésorozat)                             | 1982 | Second City Television (többi íróval megosztva) | Jelölve  |
| Primetime Emmy-díj      | Legjobb forgatókönyv (varietésorozat)                             | 1982 | Second City Television (többi íróval megosztva) | Jelölve  |
| Primetime Emmy-díj      | Legjobb forgatókönyv (varietésorozat)                             | 1982 | Second City Television (többi íróval megosztva) | Elnyerte |
| Primetime Emmy-díj      | Legjobb forgatókönyv (varietésorozat)                             | 1983 | Second City Television (többi íróval megosztva) | Jelölve  |
| Primetime Emmy-díj      | Legjobb női mellékszereplő (televíziós minisorozat vagy tévéfilm) | 2010 | Temple Grandin                                  | Jelölve  |
| Screen Actors Guild-díj | Legjobb színésznő (minisorozat vagy tévéfilm)                     | 2010 | Temple Grandin                                  | Jelölve  |
| Canadian Screen Awards  | Legjobb női főszereplő állandó szerepben (vígjáték)               | 2016 | Schitt's Creek                                  | Elnyerte |
| Canadian Screen Awards  | Legjobb női főszereplő állandó szerepben (vígjáték)               | 2017 | Schitt's Creek                                  | Elnyerte |
| Canadian Screen Awards  | Legjobb női főszereplő (vígjáték)                                 | 2018 | Schitt's Creek                                  | Elnyerte |
| Primetime Emmy-díj      | Legjobb női főszereplő (vígjátéksorozat)                          | 2019 | Schitt's Creek                                  | Jelölve  |
| Screen Actors Guild-díj | Legjobb színésznő (vígjátéksorozat)                               | 2020 | Schitt's Creek                                  | Elnyerte |
| Primetime Emmy-díj      | Legjobb női főszereplő (vígjátéksorozat)                          | 2020 | Schitt's Creek                                  | Elnyerte |
| Golden Globe-díj        | Legjobb női főszereplő (vígjátéksorozat)                          | 2021 | Schitt's Creek                                  | Elnyerte |
| Primetime Emmy-díj      | Legjobb női mellékszereplő (vígjátéksorozat)                      | 2025 | The Studio                                      | Jelölve  |
| Primetime Emmy-díj      | Legjobb vendégszínésznő (drámasorozat)                            | 2025 | The Last of Us                                  | Jelölve  |

## Fordítás
- Ez a szócikk részben vagy egészben  a   Catherine O'Hara című angol Wikipédia-szócikk fordításán alapul.  Az eredeti cikk szerkesztőit annak laptörténete sorolja fel. Ez a jelzés csupán a megfogalmazás eredetét és a szerzői jogokat jelzi, nem szolgál a cikkben szereplő információk forrásmegjelöléseként.